# El Pistolero
Pour plus de détails, voir Fiche technique et Distribution.
El Pistolero (The Master Gunfighter) est un film américain réalisé par Tom Laughlin, sorti en 1975.

## Synopsis
Dans le sud de la Californie, près de Santa Barbara, peu de temps après son rattachement à l'Etat de l'Union, des colons américains et le gouvernement fédéral font preuve de discrimination à l’égard des propriétaires terriens mexicains en s’emparant fréquemment de leurs terres par la force ou par des vices juridiques. De riches éleveurs latinos dont les terres et la richesse sont en danger décident de détourner un navire du gouvernement américain transportant de l’or afin qu’il soit détruit et pillé. Pour éviter d’être pris, ils prévoient de massacrer les Indiens Chumash locaux. Le héros est le fils adoptif Finley, un maître épéiste et tireur, qui tente d’empêcher cela tout en sauvant sa famille.

## Fiche technique
- Titre original : The Master Gunfighter
- Titre français : El pistolero[1]
- Réalisation : Tom Laughlin (sous le nom de « Frank Laughlin »)
- Scénario : Tom Laughlin
- Décors : Albert Brenner
- Costumes : Patricia Norris
- Photographie : Jack A. Marta
- Montage : Danford B. Greene, William Reynolds
- Musique : Lalo Schifrin
- Production : Philip L. Parslow
  - Production déléguée : Delores Taylor
- Société(s) de production : Billy Jack Enterprises
- Société(s) de distribution : (États-Unis) Taylor-Laughlin Productions
- Budget : 3 500 000 $ US[2]
- Pays de production :  États-Unis
- Langue originale : anglais
- Format : couleur (Metrocolor) — 35 mm (Panavision) — 2,35:1 — mono
- Genre : western
- Durée : 121 minutes
- Dates de sortie : 
  - États-Unis : 3 octobre 1975
  - France : 4 août 1976
- Affiche : Jean Mascii (France)

## Distribution
- Tom Laughlin : Finley
- Ron O'Neal : Paulo
- Lincoln Kilpatrick : Jacques
- Geo Anne Sosa : Chorika
- Barbara Carrera : Eula
- Victor Campos : Maltese
- Hector Elias : Juan
- James Andronica : Abel
- Richard Angarola : Don Santiago
- David S. Cass Sr. : McDonald
- Patti Clifton :
- Doug Jinks : Cowboy ruffian
- Burgess Meredith : Narrateur (voix)

## Distinction

### Nomination
- Golden Globes 1976 :
  - Golden Globe de la révélation féminine de l'année pour Barbara Carrera